# 1+1 (фільм, 2011)
«1+1», також відомий під оригінальною назвою «Недоторканні» (фр. Intouchables) — французький кінофільм режисерів Олів'є Накаша та Еріка Толедано. У головних ролях знялися Омар Сі та Франсуа Клюзе.
Прем'єра відбулася 2 листопада 2011 року у Франції та 26 квітня 2012 року в Україні.
На 1 березня 2024 року фільм займав 48-му позицію у списку 250 найкращих фільмів за версією IMDb.

## Сюжет
Паралізований багатий аристократ Філіпп, який став інвалідом після того, як розбився на параплані, шукає собі помічника, який повинен його доглядати. Одного з кандидатів, чорношкірого Дрісса, робота не цікавить — йому потрібна формальна письмова відмова, щоб продовжувати отримувати допомогу з безробіття. Але зненацька саме його Філіпп бере на роботу. Вихідцю з Сенегалу з кримінальними нахилами, любителю марихуани, жінок і ритмічної музики зовсім невідомі гарні манери — він грубий, нетактовний і далекий від будь-яких умовностей. Але саме його природність та безпосередність залучили Філіппа. Страждаючи від ув'язнення всередині власного тіла, жалю оточуючих і внутрішньої самотності, Філіпп хоче чогось нового. У розкішний і манірний палац Філіппа Дрісс приносить частинку хаосу, а в життя Філіппа — дух пригод, спонтанності та легкості ставлення до будь-яких проблем. Попри складне життя, Дрісс виявляється гарною людиною. Між ним та Філіппом зав'язується міцна дружба. 
Якось Дрісс дізнається про Елеонору, подругу Філіппа з листування, яка не знає, що він паралізований. В результаті Дрісс умовляє Філіппа зателефонувати Елеонорі. Та просить Філіппа надіслати його фото. Дрісс знаходить в альбомі два фото Філіппа: на одному видно інвалідне крісло, на іншому немає. Дрісс і Філіпп спочатку вирішують надіслати перше фото, але потім Філіпп лякається і просить домоуправляючу Івонну поміняти фотографії. Філіпп вирушає на побачення в ресторан, але в останній момент передумує і просить Івонну терміново відвезти його, розминувшись у дверях з Елеонорою, яка не впізнала його. 
Через деякий час за сімейними обставинами Дрісс змушений залишити Філіппа, але той уже не може без нього обходитися. Його не влаштовують французькі помічники з гарними манерами та бездоганними рекомендаціями. Життя починає здаватися йому порожнім, але в цей момент Дрісс повертається. Він забирає Філіппа на берег моря, і до аристократа знову приходить радість життя. Дрісс привозить Філіппа в кафе, де повідомляє, що обідати з ним не буде: компанію Філіппу складе Елеонора. 
У фіналі стрічки повідомляється про долю реальних прототипів головних героїв фільму. Філіпп переїхав до Марокко, знову одружився й обзавівся двома дочками. Абдель Селлу (Дрісс) відкрив власний бізнес, теж одружився і має трьох дітей. І досі вони з Філіппом залишаються близькими друзями.

## В ролях
| Актор(ка)           |     | Роль    |
| ------------------- | --- | ------- |
| Франсуа Клюзе       | ··· | Філіпп  |
| Омар Сі             | ··· | Дрісс   |
| Анн Ле Ні           | ··· | Івонна  |
| Одрі Флеро          | ··· | Магалі  |
| Клотильда Молле     | ··· | Марсель |
| Альба Гайя Беллуджі | ··· | Еліза   |
| Сиріл Менді         | ··· | Адама   |
| Кристіан Амері      | ··· | Альберт |
| Грегуар Остерманн   | ··· | Антуан  |

## Звукова доріжка
Автор музичного супроводу — композитор Людовіко Ейнауді, також використано композиції гурту «Earth, Wind & Fire»; Антоніо Вівальді, Фредеріка Шопена, Г. Ф. Генделя, Й. С. Баха — у виконанні «Le Capriccio Francais» та «L'Angelicum De Milan».
| #   | Назва | Тривалість |
| --- | --- | ---------- |
| 1.  | «(Fly)» |            |
| 2.  | «(Una Mattina)» |            |
| 3.  | «(L'Origine Nascolta)» |            |
| 4.  | «(Writing Poems)» |            |
| 5.  | «(Cache Cache)» |            |
| 6.  | «(Senza Respiro)» |            |
| 7.  | «Вересень (September) «Earth, Wind & Fire»» |            |
| 8.  | «Ноктюрн Op.9 N'1(Noctume in Si Bemol Mineur Op.9 N'1) Фредерік Шопен» |            |
| 9.  | «(Ave Maria) Франц Шуберт» |            |
| 10. | «(The Ghetto) George Benson» |            |
| 11. | «(Nein, Länger Trag'ich Nicht Die Qualen) Staatskapelle de Dresden» |            |
| 12. | «(You're Goin' Miss Your Candyman) Террі Калльє» |            |
| 13. | «(L'Ete Adagio) Антоніо Вівальді, виконання - Le Capriccio Francais» |            |
| 14. | «(Colombine Ouverture Burlesque) George Philipp Telemann, виконання - Le Capriccio Francais / (Les Indes Galantes) Jean-Philippe Rameau, виконання - Le Capriccio Francais» |            |
| 15. | «(Concerto Grosso) Георг Фрідріх Гендель, виконання - Le Capriccio Francais»                                                                                                |            |
| 16. | «(L'Estatte) Антоніо Вівальді, виконання - Le Capriccio Francais» |            |
| 17. | «(Prélude de Bach suite Violoncelle n°1) Йоганн Себастьян Бах, виконання - Le Capriccio Francais»                                                                           |            |
| 18. | «(Suite de Bach n°2 Badinerie) Йоганн Себастьян Бах» |            |
| 19. | «(le Printemps ter Mouvement) Антоніо Вівальді» |            |
| 20. | «(Concerto in Fa mineur) Йоганн Себастьян Бах» |            |
| 21. | «(Feeling Good) Leslie Bricusse/Anthony Newley, виконання - Nina Simone and Hal Mooney»                                                                                     |            |
| 22. | «(Le vol du Bourdon) М. Римський-Корсаков» |            |
| 23. | «(Boogie Wonderland) «Earth, Wind & Water»» |            |
| 24. | «(Concerto for 2 Violins and Orchestra in La Mineur - Op.3 N°8) Антоніо Вівальді, виконання - L'Angelicum De Milan»                                                         |            |
| 25. | «(Birdcatcher - The Magic Flute) - Вольфганг Амадей Моцарт» |            |

## Нагороди
- Нагорода Давид ді Донателло — найкращий європейський кінофільм